# Peter Wilson (futebolista escocês)
Peter Wilson (1905 - 13 de fevereiro de 1983) foi um futebolista escocês que jogou pela seleção de seu país na década de 1930.